# Ріудомс
Ріудо́мс (кат. Riudoms, вимова літературною каталанською [riwdə'dɔms]) - муніципалітет, розташований в Автономній області Каталонія, в Іспанії. Код муніципалітету за номенклатурою Інституту статистики Каталонії - 431299. Знаходиться у районі (кумарці) Баш-Камп (коди району - 08 та BC) провінції Таррагона, згідно з новою адміністративною реформою перебуватиме у складі баґарії (округи) Камп-да-Таррагона. 

## Назва муніципалітету
Назва муніципалітету походить від пізньолатинського лат. Rivus de Ulmis.

## Населення
Населення міста (у 2007 р.) становить 6.149 осіб (з них менше 14 років - 16,7%, від 15 до 64 - 66,1%, понад 65 років - 17,2%). У 2006 р. народжуваність склала 68 осіб, смертність - 61 особа, зареєстровано 30 шлюбів. У 2001 р. активне населення становило 2.566 осіб, з них безробітних - 142 особи.
Серед осіб, які проживали на території міста у 2001 р., 4.189 народилися в Каталонії (з них 3.552 особи у тому самому районі, або кумарці), 783 особи приїхали з інших областей Іспанії, а 285 осіб приїхало з-за кордону. 
Вищу освіту має 7,7% усього населення. 
У 2001 р. нараховувалося 1.810 домогосподарств (з них 17,5% складалися з однієї особи, 25,9% з двох осіб,22,5% з 3 осіб, 22,8% з 4 осіб, 7,3% з 5 осіб, 2,9% з 6 осіб, 0,6% з 7 осіб, 0,2% з 8 осіб і 0,3% з 9 і більше осіб).
Активне населення міста у 2001 р. працювало у таких сферах діяльності : у сільському господарстві - 15,6%, у промисловості - 15,9%, на будівництві - 15% і у сфері обслуговування - 53,5%. 
У муніципалітеті або у власному районі (кумарці) працює 1.572 особи, поза районом - 1.391 особа.

### Доходи населення
У 2002 р. доходи населення розподілялися таким чином :
| \| Доходи населення за статтями доходів \| Доходи населення за статтями доходів \| Доходи населення за статтями доходів \| \| Рік \| 2002 р. \| 2001 р. \| \| ------------------------------------ \| ------------------------------------ \| ------------------------------------ \| \| Заробітна платня \| 48,5% \| 50% \| \| Доходи від ведення бізнесу \| 37,1% \| 36% \| \| Соціальна допомога \| 14,3% \| 14% \| |         |         |
| Доходи населення за статтями доходів |         |         |
| Рік | 2002 р. | 2001 р. |
| Заробітна платня | 48,5%   | 50%     |
| Доходи від ведення бізнесу | 37,1%   | 36%     |
| Соціальна допомога | 14,3%   | 14%     |

### Безробіття
У 2007 р. нараховувалося 156 безробітних (у 2006 р. - 152 безробітних), з них чоловіки становили 49,4%, а жінки - 50,6%.

## Економіка
У 1996 р. валовий внутрішній продукт розподілявся по сферах діяльності таким чином :
| \| Валовий внутрішній продукт \| Валовий внутрішній продукт \| Валовий внутрішній продукт \| \| Рік \| 1996 р. \| 1991 р. \| \| -------------------------- \| -------------------------- \| -------------------------- \| \| Сільське господарство \| 17% \| 0% \| \| Промисловість \| 18% \| 0% \| \| Будівництво \| 11% \| 0% \| \| Послуги \| 54% \| 0% \| |         |         |
| Валовий внутрішній продукт |         |         |
| Рік | 1996 р. | 1991 р. |
| Сільське господарство | 17%     | 0%      |
| Промисловість | 18%     | 0%      |
| Будівництво | 11%     | 0%      |
| Послуги | 54%     | 0%      |

### Підприємства міста

#### Промислові підприємства
| \| Промислові підприємства міста, за сферою діяльності \| Промислові підприємства міста, за сферою діяльності \| Промислові підприємства міста, за сферою діяльності \| \| Рік \| 2002 р. \| 2001 р. \| \| --------------------------------------------------- \| --------------------------------------------------- \| --------------------------------------------------- \| \| Енергетичні та водні ресурси \| 3,2% \| 4,5% \| \| Хімія та метали \| 8,5% \| 9,1% \| \| Переробка металів \| 31,9% \| 29,5% \| \| Продукти харчування \| 18,1% \| 19,3% \| \| Текстиль \| 4,3% \| 4,5% \| \| Виробництво меблів, видання \| 26,6% \| 25% \| \| Інше \| 7,4% \| 8% \| \| Усього підприємств \| 94 \| 88 \| |         |         |
| Промислові підприємства міста, за сферою діяльності |         |         |
| Рік | 2002 р. | 2001 р. |
| Енергетичні та водні ресурси | 3,2%    | 4,5%    |
| Хімія та метали | 8,5%    | 9,1%    |
| Переробка металів | 31,9%   | 29,5%   |
| Продукти харчування | 18,1%   | 19,3%   |
| Текстиль | 4,3%    | 4,5%    |
| Виробництво меблів, видання | 26,6%   | 25%     |
| Інше | 7,4%    | 8%      |
| Усього підприємств | 94      | 88      |

#### Роздрібна торгівля
| \| Підприємства роздрібної торгівлі міста, за сферою діяльності \| Підприємства роздрібної торгівлі міста, за сферою діяльності \| Підприємства роздрібної торгівлі міста, за сферою діяльності \| \| Рік \| 2002 р. \| 2001 р. \| \| ------------------------------------------------------------ \| ------------------------------------------------------------ \| ------------------------------------------------------------ \| \| Продукти харчування \| 41,9% \| 42,2% \| \| Одяг та взуття \| 6,8% \| 8,4% \| \| Товари для дому \| 24,3% \| 22,9% \| \| Книги та періодичні видання \| 2,7% \| 3,6% \| \| Промислова хімічна продукція \| 4,1% \| 4,8% \| \| Продукція, пов'язана з транспортними засобами \| 2,7% \| 2,4% \| \| Інше \| 17,6% \| 15,7% \| \| Усього підприємств \| 74 \| 83 \| |         |         |
| Підприємства роздрібної торгівлі міста, за сферою діяльності |         |         |
| Рік | 2002 р. | 2001 р. |
| Продукти харчування | 41,9%   | 42,2%   |
| Одяг та взуття | 6,8%    | 8,4%    |
| Товари для дому | 24,3%   | 22,9%   |
| Книги та періодичні видання | 2,7%    | 3,6%    |
| Промислова хімічна продукція | 4,1%    | 4,8%    |
| Продукція, пов'язана з транспортними засобами | 2,7%    | 2,4%    |
| Інше | 17,6%   | 15,7%   |
| Усього підприємств | 74      | 83      |

#### Сфера послуг
| \| Підприємства міста, що працюють у сфері послуг, за діяльністю \| Підприємства міста, що працюють у сфері послуг, за діяльністю \| Підприємства міста, що працюють у сфері послуг, за діяльністю \| \| Рік \| 2002 р. \| 2001 р. \| \| ------------------------------------------------------------- \| ------------------------------------------------------------- \| ------------------------------------------------------------- \| \| Гуртова торгівля \| 22,5% \| 21,7% \| \| Готелі та готельний бізнес \| 14% \| 15,9% \| \| Транспорт та зв'язок \| 16% \| 16,4% \| \| Посередницькі фінансові послуги \| 2% \| 2,1% \| \| Послуги підприємствам \| 4% \| 4,2% \| \| Послуги фізичним особам \| 33,5% \| 33,3% \| \| Нерухомість та ін. \| 8% \| 6,3% \| \| Усього підприємств \| 200 \| 189 \| |         |         |
| Підприємства міста, що працюють у сфері послуг, за діяльністю |         |         |
| Рік | 2002 р. | 2001 р. |
| Гуртова торгівля | 22,5%   | 21,7%   |
| Готелі та готельний бізнес | 14%     | 15,9%   |
| Транспорт та зв'язок | 16%     | 16,4%   |
| Посередницькі фінансові послуги | 2%      | 2,1%    |
| Послуги підприємствам | 4%      | 4,2%    |
| Послуги фізичним особам | 33,5%   | 33,3%   |
| Нерухомість та ін. | 8%      | 6,3%    |
| Усього підприємств | 200     | 189     |

## Житловий фонд
У 2001 р. 4,5% усіх родин (домогосподарств) мали житло метражем до 59 м2, 30,6% - від 60 до 89 м2, 37,8% - від 90 до 119 м2 і
27,1% - понад 120 м2.
З усіх будівель у 2001 р. 18,7% було одноповерховими, 50,8% - двоповерховими, 24,4
% - триповерховими, 4,7% - чотириповерховими, 1,2% - п'ятиповерховими, 0,1% - шестиповерховими,
0,1% - семиповерховими, 0% - з вісьмома та більше поверхами.

## Автопарк
| \| Автомобілі, зареєстровані у місті, за призначенням \| Автомобілі, зареєстровані у місті, за призначенням \| Автомобілі, зареєстровані у місті, за призначенням \| \| Рік \| 2006 р. \| 2005 р. \| \| -------------------------------------------------- \| -------------------------------------------------- \| -------------------------------------------------- \| \| Приватні автомобілі \| 59,8% \| 60,5% \| \| Мотоцикли \| 10,7% \| 10,3% \| \| Вантажівки \| 24,1% \| 24% \| \| Трактори \| 0,9% \| 0,9% \| \| Автобуси та ін. \| 4,5% \| 4,3% \| \| Усього автомобілів \| 5.350 шт. \| 5.064 шт. \| |           |           |
| Автомобілі, зареєстровані у місті, за призначенням |           |           |
| Рік | 2006 р.   | 2005 р.   |
| Приватні автомобілі | 59,8%     | 60,5%     |
| Мотоцикли | 10,7%     | 10,3%     |
| Вантажівки | 24,1%     | 24%       |
| Трактори | 0,9%      | 0,9%      |
| Автобуси та ін. | 4,5%      | 4,3%      |
| Усього автомобілів | 5.350 шт. | 5.064 шт. |

## Вживання каталанської мови
У 2001 р. каталанську мову у місті розуміли 96,4% усього населення (у 1996 р. - 97,5%), вміли говорити нею 87,5% (у 1996 р. - 
86,9%), вміли читати 84% (у 1996 р. - 77%), вміли писати 63,9
% (у 1996 р. - 47%). Не розуміли каталанської мови 3,6%.

## Політичні уподобання
У виборах до Парламенту Каталонії у 2006 р. взяло участь 2.576 осіб (у 2003 р. - 2.727 осіб). Голоси за політичні сили розподілилися таким чином:
| \| Вибори до Парламенту Каталонії \| Вибори до Парламенту Каталонії \| Вибори до Парламенту Каталонії \| \| Рік \| 2006 р. \| 2003 р. \| \| -------------------------------------- \| ------------------------------ \| ------------------------------ \| \| Конвергенція та Єднання (CiU) \| 44,6% \| 42,8% \| \| Соціалістична партія Каталонії (PSC) \| 15,2% \| 18,6% \| \| Народна партія (PP) \| 8,2% \| 10,3% \| \| Ініціатива за Каталонію — Зелені (ICV) \| 4,7% \| 2,4% \| \| Республіканська лівиця Каталонії (ERC) \| 24,5% \| 25,3% \| \| Громадяни — Громадянська партія (C's) \| 1,3% \| 0% \| \| Інші \| 1,5% \| 0,7% \| |         |         |
| Вибори до Парламенту Каталонії |         |         |
| Рік | 2006 р. | 2003 р. |
| Конвергенція та Єднання (CiU) | 44,6%   | 42,8%   |
| Соціалістична партія Каталонії (PSC) | 15,2%   | 18,6%   |
| Народна партія (PP) | 8,2%    | 10,3%   |
| Ініціатива за Каталонію — Зелені (ICV) | 4,7%    | 2,4%    |
| Республіканська лівиця Каталонії (ERC) | 24,5%   | 25,3%   |
| Громадяни — Громадянська партія (C's) | 1,3%    | 0%      |
| Інші | 1,5%    | 0,7%    |

У муніципальних виборах у 2007 р. взяло участь 3.150 осіб (у 2003 р. - 2.951 особа). Голоси за політичні сили розподілилися таким чином:
| \| Муніципальні вибори \| Муніципальні вибори \| Муніципальні вибори \| \| Рік \| 2007 р. \| 2003 р. \| \| -------------------------------------- \| ------------------- \| ------------------- \| \| Конвергенція та Єднання (CiU) \| 57,9% \| 42% \| \| Соціалістична партія Каталонії (PSC) \| 14,1% \| 23,1% \| \| Народна партія (PP) \| 6,1% \| 7,5% \| \| Ініціатива за Каталонію — Зелені (ICV) \| 0% \| 0% \| \| Республіканська лівиця Каталонії (ERC) \| 21,9% \| 27,4% \| \| Громадяни — Громадянська партія (C's) \| 0% \| 0% \| \| Інші \| 0% \| 0% \| |         |         |
| Муніципальні вибори |         |         |
| Рік | 2007 р. | 2003 р. |
| Конвергенція та Єднання (CiU) | 57,9%   | 42%     |
| Соціалістична партія Каталонії (PSC) | 14,1%   | 23,1%   |
| Народна партія (PP) | 6,1%    | 7,5%    |
| Ініціатива за Каталонію — Зелені (ICV) | 0%      | 0%      |
| Республіканська лівиця Каталонії (ERC) | 21,9%   | 27,4%   |
| Громадяни — Громадянська партія (C's) | 0%      | 0%      |
| Інші | 0%      | 0%      |